# Coppa delle nazioni africane 1957
La Coppa delle nazioni africane 1957, nota anche come Sudan 1957, è stata la 1ª edizione di questo torneo di calcio continentale per squadre nazionali maggiori maschili (spesso detto Coppa d'Africa) organizzato dalla CAF e la cui fase finale si è svolta in Sudan dal 10 al 16 febbraio 1957.
La formula del torneo prevedeva tre nazionali che avrebbero disputato partite ad eliminazione diretta. Il Sudafrica venne squalificato a causa dell'apartheid prima dell'inizio del torneo. Per la prima volta nella sua storia è stato l'Egitto a trionfare, che ha battuto in finale a Khartoum l'Etiopia per 4-0.

## Squadre partecipanti
| Pr. | Squadra   | Data di qualificazione certa | Partecipante in quanto                                         | Ultima presenza |
| --- | --------- | ---------------------------- | -------------------------------------------------------------- | --------------- |
| 1   | Sudan     | -                            | Rappresentativa della nazione organizzatrice della fase finale | Esordiente      |
| 2   | Egitto    | -                            | Invitata alla fase finale                                      | Esordiente      |
| 3   | Etiopia   | -                            | Invitata alla fase finale                                      | Esordiente      |
| 4   | Sudafrica | -                            | Invitata alla fase finale                                      | Esordiente      |

## Arbitri
Qui di seguito è riportata la lista degli arbitri scelti per la manifestazione.
- Gebeyehu Doube
- Mohammed Youssef

## Fase finale

### Tabellone
|  | Semifinali | Semifinali | Semifinali |         |        | Finale | Finale | Finale |  |
|  |            |            |            |         |        |        |        |        |  |
|  | Sudan      | Sudan      | 1          |         |        |        |        |        |  |
|  | Sudan      | Sudan      | 1          |         |        |        |        |        |  |
|  | Egitto     | Egitto     | 2          |         |        |        |        |        |  |
|  | Egitto     | Egitto     | 2          |         | Egitto | Egitto | 4      |        |  |
|  |            |            |            |         | Egitto | Egitto | 4      |        |  |
|  |            |            | Etiopia    | Etiopia | 0      |        |        |        |  |
|  | Etiopia    | Etiopia    | Etiopia    | Etiopia | 0      | nd     |        |        |  |
|  | Etiopia    | Etiopia    |            |         |        |        |        |        |  |
|  | Sudafrica  |            |            |         |        |        |        |        |  |

### Semifinali
| Arbitro: | Gebeyehu Doube |

|               |           |                              |
| Al-Bashir 58’ | Marcatori | 21’ (rig.) Helmy 72’ Ad-Diba |

| Khartum 10 febbraio 1957 | Etiopia | - – - | Sudafrica | Khartoum Stadium |

### Finale
| Arbitro: | Mohammed Youssef |

|                          |           |  |
| Ad-Diba 2’, 7’, 68’, 89’ | Marcatori |  |

## Statistiche

### Classifica marcatori
5 reti
- Ad-Diba

1 rete
- Raafat Attia
- Boraî Bashir